# Spanje op de Olympische Winterspelen 2002
Tijdens de Olympische Winterspelen van 2002, die in Salt Lake City (Verenigde Staten) werden gehouden, nam Spanje voor de zestiende keer deel.

## Deelnemers en resultaten
(m) = mannen, (v) = vrouwen 

### Alpineskiën
| Olympiër          | Discipline       | Resultaat | Prestatie                         |
| ----------------- | ---------------- | --------- | --------------------------------- |
| Ana Galindo       | reuzenslalom (v) | 24e       | 2.36,23 (+6,22) — 1.18,84+1.17,39 |
| María José Rienda | reuzenslalom (v) | 6e        | 2.32,53 (+2,52) — 1.16,73+1.15,80 |
| María José Rienda | slalom (v)       | 15e       | 1.52,11 (+6,01) — 56,18+55,93     |
| Carolina Ruíz     | super g (v)      | 15e       | 1.15,17 (+1,58)                   |
| Carolina Ruíz     | reuzenslalom (v) | dnf-1     | opgave run 1                      |
| Carolina Ruíz     | slalom (v)       | 26e       | 1.56,22 (+10,12) — 57,72+58,50    |

### Langlaufen
| Olympiër             | Discipline                       | Resultaat | Prestatie                                                       |
| -------------------- | -------------------------------- | --------- | --------------------------------------------------------------- |
| Juan Jesús Gutiérrez | 30 km vrije stijl massastart (m) | 17e       | 1:14.05,1 (+2.34,1)                                             |
| Juan Jesús Gutiérrez | 50 km klassiek (m)               | 20e       | 2:15.14,4 (+8.53,6)                                             |
| Juan Jesús Gutiérrez | achtervolging 10 km+10 km (m)    | 37e       | +2.05,6 (klassiek:28.06,7 + vrije stijl:23.48,5)                |
| Johann Mühlegg       | 30 km vrije stijl massastart (m) | dq        | disk. doping (1:09.28,9)                                        |
| Johann Mühlegg       | 50 km klassiek (m)               | dq        | disk. doping (2:06.05,9)                                        |
| Johann Mühlegg       | achtervolging 10 km+10 km (m)    | dq        | disk. doping (49.20,4) (klassiek:26.07,2 + vrije stijl:23.13,4) |
| Haritz Zunzunegui    | 30 km vrije stijl massastart (m) | 41e       | 1:17.06,5 (+5.35,5)                                             |
| Haritz Zunzunegui    | 50 km klassiek (m)               | dnf       | opgave                                                          |
| Haritz Zunzunegui    | achtervolging 10 km+10 km (m)    | 54e       | +3.59,1 (klassiek:29.01,3 + vrije stijl:24.47,0)                |

### Snowboarden
| Olympiër       | Discipline   | Resultaat | Prestatie                      |
| -------------- | ------------ | --------- | ------------------------------ |
| Íker Fernández | halfpipe (m) | 23e       | dnq kwal. 1: 31,0 kwal. 2:31,1 |

Amerikaanse Maagdeneilanden · Andorra · Argentinië · Armenië · Australië · Azerbeidzjan · België · Bermuda · Bosnië en Herzegovina · Brazilië · Bulgarije · Canada · Chili · China · Chinees Taipei · Costa Rica · Cyprus · Denemarken · Duitsland · Estland · Fiji · Finland · Frankrijk · Georgië · Griekenland · Groot-Brittannië · Hongarije · Hongkong · Ierland · IJsland · India · Iran · Israël · Italië · Jamaica · Japan · Joegoslavië · Kameroen · Kazachstan · Kenia · Kirgizië · Kroatië · Letland · Libanon · Liechtenstein · Litouwen · Macedonië · Mexico · Moldavië · Monaco · Mongolië · Nederland · Nepal · Nieuw-Zeeland · Noorwegen · Oekraïne · Oezbekistan · Oostenrijk · Polen · Roemenië · Rusland · San Marino · Slovenië · Slowakije · Spanje · Tadzjikistan · Thailand · Trinidad en Tobago · Tsjechië · Turkije · Venezuela · Verenigde Staten · Wit-Rusland · Zuid-Afrika · Zuid-Korea · Zweden · Zwitserland

Uitgesloten van deelname: Puerto Rico